# Ферентило
Ферентило (итал. Ferentillo) је насеље у Италији у округу Терни, региону Умбрија.
Према процени из 2011. у насељу је живело 1272 становника. Насеље се налази на надморској висини од 247 м.

## Становништво
Према резултатима пописа становништва 2011. у општини је живело 1.963 становника.
| 1936. | 1951. | 1961. | 1971. | 1981. | 1991. | 2001. | 2011. |
| ----- | ----- | ----- | ----- | ----- | ----- | ----- | ----- |
| 2.682 | 2.929 | 2.445 | 2.110 | 2.089 | 2.005 | 1.904 | 1.963 |